# Aecidium carotinum
Espèce
Aecidium carotinum est une espèce de champignons phytopathogènes de l'ordre des Pucciniales et du genre Aecidium. Il parasite en particulier la carotte.